# Eurycea troglodytes
Eurycea troglodytes é um anfíbio caudado da família Plethodontidae endémica dos Estados Unidos da América.